# Schlacht von Chibi
Sishui-Pass – Hulao-Pass – Jieqiao – Guandu – Changban – Chibi – Tong-Tor – Hefei – Dingjun – Fancheng – Xiaoting – Südliche Kampagne – Shiting – Jieting – Nördliche Expeditionen – Wu-Zhang-Ebene
Die Schlacht von Chibi (chinesisch 赤壁之戰 / 赤壁之战, Pinyin Chìbì zhī Zhàn), auch als Schlacht am Roten Felsen, genauer: Schlacht an der Roten Felswand bekannt, war eine entscheidende Schlacht im Anbruch der Zeit der Drei Reiche in China. Sie fand im Winter 208 zwischen den verbündeten Streitkräften der südlichen Warlords Liu Bei und Sun Quan und dem nördlichen Warlord Cao Cao statt. Gemeinsam vereitelten die Warlords Cao Caos Versuch, das Land südlich des Jangtses zu erobern und China unter seiner Herrschaft zu vereinigen. Die Schlacht gehört zu den berühmtesten Entscheidungsschlachten der Geschichte Chinas. Dabei spielt das in chinesischen Schlachtenerzählungen häufige Motiv eine Rolle, dass eine zahlenmäßig unterlegene Streitmacht eine überlegene Streitmacht auf dem Schlachtfeld besiegen konnte. Die überlieferten Beschreibungen der Schlacht unterscheiden sich allerdings deutlich voneinander. Auch der Austragungsort wird immer noch heftig debattiert.

## Hintergrund
Gegen 208 hatte Cao Cao, der spätere Fürst von Wei, die gesamte nördliche chinesische Zentralebene unter seiner Gewalt. Im Winter 207 hatte er die Wuhuan in einem Feldzug geschlagen und so die nördliche Grenze gesichert. Fast sofort danach wandte er seine Armee nach Süden (Herbst 208), um seine südlichen Rivalen in einem raschen Schlag zu bezwingen. Inzwischen war Liu Biao, der Gouverneur der Provinz Jing (Jīngzhōu, chin. 荊州 / 荆州), gestorben, und sein Nachfolger hatte sich demütig unterworfen.
Liu Bei, der damals in der Fan-Garnison (heutiges Xiangyang) diente, floh darauf mit vielen Flüchtlingen. Er wurde von Cao Caos Elitekavallerie verfolgt und wurde bei der Brücke von Changban eingekreist. Nach der Schlacht von Changban floh Liu Bei nach Osten weiter, nach Xiakou, wo er mit Sun Quans Abgesandtem Lu Su zusammentraf. Er sandte seinen obersten Berater Zhuge Liang an den Jangtsekiang, um ein wechselseitiges Bündnis mit dem Staat Wu gegen Cao Cao zu verhandeln. Zhuge Liangs Redegewandtheit und Zhou Yus Unterstützung vermochten es schließlich, Sun Quan, den König von Wu, zu einer Allianz gegen den Norden zu bewegen.

## Die Streitkräfte
Inzwischen hatte Cao Cao Jiangling eingenommen, ein strategisches Zentrum und militärisches Depot, in dem er seine umfangreiche Flotte stationierte. Die vereinten Streitkräfte von Sun Quan und Liu Bei segelten stromaufwärts zur Roten Felswand (Chibi, chin. 赤壁), wo sie mit Cao Caos Aufklärungstruppe zusammenstießen. Nach einem kleinen Geplänkel stellten beide Seiten das Feuer vorläufig ein. Cao Cao schlug sein Lager nördlich des Jangtsekiang auf, die Verbündeten im Süden. Cao Cao konnte ein Heer von 150.000 Mann aufweisen. Diese Zahl kann für zutreffend gehalten werden, weil für mehr Männer kein Beweis vorliegt. In dem historischen Roman Geschichte der Drei Reiche von Luo Guanzhong wird Cao Caos Heer mit mehr als einer Million beziffert; nach den dortigen Verhältnissen wären es eher 700.000 bis 800.000 gewesen.
Zhou Yu hatte an die 30.000 Mann Seetruppen, während Liu Bei im Exil etwa 20.000 aufstellte.

## Die Schlacht

Truppenbewegungen der Schlacht

Der entscheidende Schlag gegen Cao Cao kam kurz darauf, auch wenn sich die Quellen streiten, ob Liu Bei oder Sun Quan ihn ausführte. Die ausführlichste Rechenschaft haben wir in der Biographie des Zhou Yu. Dort wird beschrieben, wie der Wu-Hauptmann Huang Gai einen Angriff auf Cao Cao mit brennenden Schiffen vorbereitet. Die Quelle berichtet von der Verwüstung des feindlichen Lagers in den Flammen. Es gibt Hinweise darauf, dass Cao Caos Armee damals schon unter Krankheiten und niedriger Moral litt.
Viele andere Quellen deuten darauf hin, dass Cao Caos Unterschätzung und Liu Beis List in Kombination zum Sieg der Verbündeten in der Schlacht von Chibi geführt hätten. Cao Caos Generäle und Soldaten bestanden größtenteils aus Kavallerie und Infanterie und hatten beinahe überhaupt keine Erfahrung im Kampf auf dem Wasser. Im Licht seines Sieges über die Wuhuan hatte Cao Cao angenommen, er werde seine Gegner einfach zahlenmäßig erdrücken (die Gewichtung der beiden Flotten wird auf 120.000 zu 50.000 eingeschätzt). Er wandelte seine gewaltige Armee aus Infanterie und Kavallerie in ein Marinekorps und eine Kriegsflotte um; dies war sein erster taktischer Fehler. Schon nach wenigen Ausbildungstagen waren Cao Caos Truppen durch Seekrankheit und mangelnde Wassererfahrung dezimiert, denn viele seiner jungen Rekruten konnten nicht einmal schwimmen. Subtropische Krankheiten, gegen die Sun Quans Männer längst immun waren, plagten nun Cao Caos Soldaten.
In dieser Situation begab sich Pang Tong als vermeintlicher Berater zu Cao Cao. Auf Zhuge Liangs Vorschlag hin empfahl er ihm, seine Schiffe mit starken Eisenketten zu verbinden, um durch die erhöhte Stabilität der Flotte die Seekrankheit zu vermindern. Obwohl Cao Cao für sein misstrauisches Wesen bekannt war, glaubte er Pang Tong, denn er fürchtete, dass die widrigen natürlichen Bedingungen seine Armee völlig wehrlos machen würden.
Nach wenigen Tagen war die Seekrankheit drastisch zurückgegangen, weil die Schiffe durch ihre Kettenverbindung kaum schwankten. Cao Cao fasste wieder Mut und war entschlossen, das Geschick zu seinen Gunsten zu wenden. Aber Pang Tongs großmütige Hilfe war Teil einer Falle von Zhuge Liang und Zhou Yu, und sie sollte bald das Debakel der Wei-Flotte herbeiführen.
Zu derselben Zeit hatte Zhuge Liang berechnet, dass der Wind zu dieser Jahreszeit nur aus Südost wehen würde. Da Cao Caos Flotte nordwestlich von Liu Bei und Sun Quan ankerte, war Feuer ein denkbarer Weg, ihn vernichtend zu schlagen. Zhuge Liang setzte auf den Wind, um Cao Caos zahlenmäßige Überlegenheit wettzumachen.
Am Vorabend der Schlacht erkannte Cao Cao, dass der Südostwind die Bewegung seiner ganzen Flotte behinderte. Die Schiffe kamen gegen den direkten Wind nicht an und ein vollständiger Rückzug wurde befohlen. Weil aber die Schiffe so eng aneinander befestigt waren, brach Panik aus und der geordnete Rückzug stürzte ins Chaos. Die gesamte Flotte aus 2000 Schiffen war schließlich in der Mitte des Jangtsekiang gefangen, vollkommen bewegungsunfähig.
In einem verzweifelten Versuch rief Cao Cao zum Angriff gegen die Verbündeten, aber die Pfeile seiner Bogenschützen erreichten durch den starken Südostwind ihre Flotten nicht. Die Streitkräfte von Liu Bei und Sun Quan, mit dem Wind im Rücken, zielten mit Brandpfeilen auf Cao Caos Schiffe und trafen diese. In Verbindung mit Huang Gais Brandschiffen zerstörten sie Cao Caos gesamte Flotte. Die Überlebenden mussten in kleinen Booten fliehen, aber die Verbündeten hielten sie auf.
Als seine Armee sich auflöste, wurde Cao Cao von Liu Bei verfolgt. Hinterhalte von Huang Zhong, Zhao Yun und Zhang Fei hielten seine Truppe immer wieder auf, bis Cao Cao an den Huarong-Pass kam. Dort stellte sich ihm der legendäre General Guan Yu entgegen. Nach der Legende besann sich Guan Yu angesichts des zerlumpten und schlecht bewaffneten Cao Caos, dass er einst in seinem Dienst gestanden habe und da sehr gut behandelt worden war. Er gestattete Cao Cao, mit seinen verbliebenen Truppen von 27 Mann zu entkommen. Nach der Legende hatte Zhuge Liang diese Tat Guan Yus vorhergesehen, stellte sich danach aber überrascht und wütend. Er verlangte Guan Yus Tod für diesen Ungehorsam, aber Liu Bei lehnte ab.

## Nachwirkung
Als das Jahr 209 zu Ende ging, fiel Cao Caos Kommandantur in Jiangling an Zhou Yu. Liu Bei dagegen hatte sein eigenes Reich gegründet, indem er vier Kommandanturen südlich des Jangtsekiang übernommen hatte. Außerdem eroberte er die Jing-Provinz (Jīngzhōu, chin. 荊州 / 荆州), die bis dahin in Cao Caos Händen gewesen war. Durch diese Erfolge hatte Liu Bei praktisch unbegrenzten Zugang zum Lande Shu, zu wichtigen Wasserstraßen nach Wu und die Herrschaft über den südlichen Jangtsekiang. Nach dem Abkommen zwischen Liu Bei und Sun Quan gehörte die Jing-Provinz jedoch zu Wu. Sun Quan war deswegen sehr ungehalten und die beiden sollten noch zehn Jahre lang um diese Provinz kämpfen. Cao Cao indes musste seine Kräfte wieder auffrischen und konnte deshalb zunächst nicht in den Konflikt eingreifen.
Später behaupteten einige Scholasten, dass Zhuge Liang die Schlacht von Chibi von langer Hand geplant habe. Er habe darauf spekuliert, Sun Quan zu schwächen, um Liu Bei eine neue Aufmarschbasis im Süden zu verschaffen. Zhuge Liang gab Guan Yu das Kommando über die Jing-Provinz, der sie bis zu seinem Tod im Jahre 219 behauptete und bewachte.

## Bedeutung
Niemals wieder hatte Cao Cao das Kommando über eine so große Flotte wie die bei Jiangling und nie mehr würde sich ihm eine ähnlich gute Gelegenheit bieten, seine südlichen Rivalen zu schlagen. Deswegen besiegelten der Ausgang der Schlacht von Chibi und der Verlust der Jing-Provinz die Teilung des südlichen und nördlichen China und deutete die Feindseligkeiten zwischen dem Norden und dem Süden in den folgenden Jahrhunderten an.
Im Jahr 1999 wurde von verschiedenen Künstlern ein großes Panoramabild der Schlacht geschaffen, genannt Chi-Bi-Krieg.
Der chinesische Regisseur John Woo drehte in der Provinz Hebei den Film Red Cliff (chinesischer Titel: Chi Bi) über die Schlacht von Chibi, der mit einem Budget von 80 Millionen US-Dollar die bisher teuerste Filmproduktion der chinesischen Filmgeschichte ist. Die Originalfassung besteht aus zwei Teilen und ist 280 Minuten lang. Der erste Teil kam im Juli 2008 in Asien in die Kinos, der zweite Teil im Januar 2009. Im Juni 2009 erschien außerdem eine verkürzte Fassung, die aus in einem Teil besteht und für den westlichen Markt auf zweieinhalb Stunden (148 Minuten) verkürzt wurde.